# Metalectra ochrosema
Metalectra ochrosema är en fjärilsart som beskrevs av George Francis Hampson 1926. Metalectra ochrosema ingår i släktet Metalectra och familjen nattflyn. Inga underarter finns listade i Catalogue of Life.